# فندق البيت
فندق ذا تشيدي البيت هو فندق تراثي من فئة الخمس نجوم، يضم 53 غرفة ويقع في قلب الشارقة التراثية الثقافية، بالإمارات العربية المتحدة وهي عبارة عن استعادة للمنطقة التجارية والسكنية التقليدية في مدينة الشارقة.

## خواصه
بُني فندق البيت حول تشكيل من أربعة منازل تجار سابقين: بيت إبراهيم بن محمد المدفع (وتشغله المكتبة والمقهى التي بُنيت من مجلس إبراهيم المدفع)؛ بيت عيسى المدفع وتشغله صالة الاستقبال؛ بيت عبد الرحمن المدفع ويشغله مبنى غرفة الضيوف التراثية؛ وبيت عبد الله المحمود ويشغله المطعم العربي. كان غودوين أوستن جونسون هو المهندس المعماري المسؤول عن إعادة التطوير البالغة قيمتها 54.45 مليون دولار. يعود تاريخ البيوت الأصلية، التي شُيدت من الطوب اللبن والمرجان مع أعمدة من خشب الساج والمانجو والمسقوفة بسعف النخيل على نمط باراستي، إلى 1927. أُعلن عن الفندق لأول مرة في 2013 وكان من المقرر الانتهاء من بنائه في 2015، وافتتحه أخيراً بعد مزيد من التأخير، حاكم الشارقة، سمو الشيخ د. سلطان بن محمد القاسمي في ديسمبر 2018.
كان إبراهيم بن محمد المدفع مواطناً بارزاً وصحافياً وناشراً لأول صحيفة في الشارقة، وكان مجلسه (المحفوظ ضمن تطوير الفندق) ملتقى ثقافياً شهيراً. تُعرض مواد أغراض الْمِدْفَع في خزائن بالفندق. ويعلو المجلس برجيل دائري أو ملقف فريد من نوعه في دولة الإمارات.

## الترميم
شارك في ترميم الفندق خبراء من اليونسكو، بجانب ترميم برجيل مجلس المدفع تحت إشراف نفس الفريق الذي عمل على ترميم برج بيزا المائل. تمتد ملكية الفندق إلى المنازل الأربعة الأصلية إلى مساحة 2.4 فدان، مع الشوارع والساحات والأزقة المصممة لتعكس وتستعيد إحساس منطقة سوق الشارقة القديمة. تُستخدم التجاويف التقليدية في غرف الضيوف وتحتفظ الغرف بالنسب المحددة لمنازل القرية القديمة، من حيث توافر الأخشاب الهيكلية، مع الأسقف الخشبية والتشطيبات والألوان التقليدية. حصل الفندق على جائزة العام للتصميم الداخلي - فئة الفنادق المقدمة من مجلة التصميم الداخلي التجاري في 2015. كما منحته مجلة روب ريبورت [الإنجليزية] لقب «أفخم فندق في الإمارات العربية المتحدة لعام 2019».

## العلامة التجارية
يحتوي الفندق على مسبح ومنتجع صحي بمساحة 500 متر مربع بخلاف الغرف العادية والأجنحة والمطاعم الفاخرة. احتل الفندق عناوين الصحف عندما أطلق «حزمة عطلة نهاية الأسبوع» بقيمة 250 ألف درهم (68 ألف دولار) في أكتوبر 2019 والتي تشمل انتقالات باليخوت ونزهة خاصة على جزيرة ومجوهرات منقوش عليها اسم النزيل. برر المدير العام للفندق الحزمة بأنها اقتصادية، في تعليقه لصحيفة ذا ناشيونال، "يمكن للمرء أن يجادل بأنّه اقتصادي إلى حد ما بسعر 850 دولاراً للفرد، للزوجين، للسنة إذا أنفقت تكلفة عطلة نهاية الأسبوع كذكريات على مدى العقود الأربعة المقبلة."
بدأ الفندق في الأصل باسم فندق البيت تحت إدارة فنادق جي إتش إم (أصحاب علامة تشيدي التجارية)، وتغيرت علامته التجارية إلى فندق تشيدي البيت في مارس 2020.
شكل الفندق جزءاً من المراحل الخمس الأولى من مشروع قلب الشارقة التي تديرها هيئة الشارقة للاستثمار والتطوير (شروق)، باستثمار قدره 2 مليار دولار، لأجل تطوير الشارقة كوجهة ثقافية وسياحية. يشمل مشروع قلب الشارقة مطاعم ومناطق للبيع بالتجزئة ومعارض فنية وأسواق ذات طابع خاص ومواقع أثرية ومتاحف ومناطق لعب ومكاتب تجارية. تشمل الإنشاءات إعادة إعمار وتجديد المباني التاريخية لمجموعة متنوعة من الاستخدامات بالإضافة إلى تشييد مبانٍ جديدة.
أُغلق الفندق في 2020 نتيجة جائحة كوفيد-19، لكن أعيد افتتاحه في يوليو من نفس العام.

## وصلات خارجية
- فندق ذا تشيدي البيت، الشارقة